# Индейцы
1. Алеуты

2. Тлинкиты

3, 4. Инуиты (эскимосы, женщина и мужчина)

5. Ковичины (район Ванкувера)

6. Кроу

7. Черноногие

8. Оджибвеи

9, 10. Пайюты (женщина и мужчина)

11. Шошоны

12. Сиу

13. Пауни

14. Манданы

15. Апачи

16. Пуэбло

17. Мешика (Мексика)

18. Майпуре

19. Камбеба

20. 21. Ботокуды (мужчина и женщина)

22. 23. Тукуна (мужчина и женщина)

24. Миранья

25. Перуанец из Серро-де-Паско

26. Чилиец-креол с острова Чилоэ

27. Кечуа

28. Абипоны

29. Мохо (Боливия)

30. Пуэльче (Аргентина)

31. Патагонец

32. Арауканец

33. Огнеземельцы
Инде́йцы — общее название коренного населения Америки (за исключением эскимосов и алеутов). Название возникло от ошибочного представления первых европейских мореплавателей (Христофора Колумба и других) конца XV века, считавших открытые ими заатлантические земли Индией.
По антропологическому типу индейцы принадлежат к американоидной расе. В настоящее время существует около 1 тысячи индейских народов, а в конце XV века было около 2200. Общая численность индейцев в Латинской Америке к началу 1990-х годов составляла 35-40 миллионов человек, в США в XX веке — более 1,5 миллиона, а в Канаде — 500 тысяч индейцев и 30 тысяч эскимосов.
Используемые индейцами языки распадаются на множество языковых семей и изолированных языков. Крупнейшим по числу носителей среди этих языков является сегодня язык навахо в США. Некоторые слова из индейских языков, как например «мокасины» и «тотем», вошли во многие другие языки мира. Кроме того, происхождение многих топонимов в сегодняшних странах обеих Америк — например, название страны Канада, имеющее ирокезское происхождение — связывают с индейскими языками.

## История

### Генетика
Современные индейцы и эскимосы генетически близки жителям Азии. В частности, согласно данным генетических исследований Мичиганского университета, генотипы ряда индейских народов близки к генотипам некоторых народов Сибири. Это подтверждает гипотезу о том, что предки современных индейцев и эскимосов в прошлом переселились в Америку из Азии. Одним из предполагаемых путей переселения считается так называемый «Берингийский мост» — древний широкий перешеек между Америкой и Азией на месте нынешнего Берингова пролива, исчезнувший более 12 тыс. лет назад. Исследование Y-хромосомы говорит о том, что генетическое разделение азиатского и американского населения произошло не ранее, чем 17 000 лет назад. Согласно генетическому исследованию 2018 года, число первых переселенцев из Сибири в Америку было около 250 человек. Уровень культуры первых переселенцев соответствовал позднепалеолитической и мезолитической культурам Старого Света. Расселение индейцев по обоим континентам и освоение ими новых земель тянулось многие тысячелетия.
Международная группа исследователей (в которую входили сотрудники Института цитологии и генетики СО РАН), исследовавшая митохондриальные ДНК и Y-хромосомы современных обитателей Алтайского края, пришла к выводу, что генетической родиной первых американцев следует считать Алтай. Примерно 20—25 тыс. лет назад оттуда, по всей видимости, вышли предки индейцев, а также, вероятно, чукчей, коряков и других народов. Расселившись по Сибири, они добрались до Берингии и, в конечном итоге, дошли до Америки. В Y-хромосоме южных алтайцев исследователи обнаружили уникальные мутации, присутствующие в ДНК коренных американцев и известные как Y-хромосомная гаплогруппа Q1. Большая часть индейцев имеет Y-хромосомную гаплогруппу Q1 (субклады Q1b1a2-Z780 и Q1b1a1a-M3). Минорной у индейцев является Y-хромосомная гаплогруппа C2b1a1a-P39. 17 % индейских мужчин сегодня имеют Y-хромосомные гаплогруппы, унаследованные от европейцев (у афроамериканских мужчин европейская примесь может составлять от 5 до 30 %). Анализ митохондриальной ДНК (исследование гаплогрупп C и D у южных алтайцев и гаплогруппы D у северных алтайцев) дал такие же результаты. У коренных народов Америки выявлены 5 митохондриальных гаплогрупп: C (субклады C1b, C1c, C1d, C4c, C4c1, C4c1a, C4c1b, C4c1c и C4c2), A, B, D и X.
До европейской колонизации (началась в XV веке) большинство народов Северной и Южной Америки находилось на различных стадиях общинно-родового строя: у одних господствовал материнский род (ирокезы, мускоги, хопи, многие народы бассейна реки Амазонки и др.), у других сложился отцовский род (народы северо-запада и юго-запада Северной Америки, многие народы Южной Америки). Часть народов стояла на различных стадиях перехода от родового к классовому обществу. Индейцы Центральной и Южной Америки (ацтеки, майя, инки) жили уже классовыми обществами.

## Демография
Всего индейцев в мире сегодня — больше 60 000 000 человек (с учётом утративших племенную принадлежность — около 75 000 000).
По данным учёных, в период с 500 до 1300 годов нашей эры у индейского населения юго-западной части Северной Америки наблюдался рекордный для всей истории человечества уровень рождаемости.
После посещения в 1524 году залива Наррагансетт Джованни да Вераццано написал «здесь живут отцы с очень большими семьями, так как в некоторых мы видели от 25 до 30 людей».

## Культурно-исторические области расселения

### Северная Америка
К началу европейской колонизации в Америке сложилось несколько культурно-исторических областей:
1. арктическая область морской охоты (эскимосы и алеуты);
2. индейцы Субарктики — север Канады и внутренняя часть Аляски — алгонкинские и атапаскские племена, основной источник существования которых — охота на оленя-карибу и рыболовство;
3. индейцы Северо-западного побережья, занимавшиеся рыболовством и морской охотой (хайда, тлинкиты, вакаши, салиши и др.);
4. индейцы Калифорнии, которые были собирателями желудей, занимались охотой и рыболовством;
5. индейцы Вудленда и индейцы Юго-востока США (восточная части нынешней территории США) — племена оседлых земледельцев (восточные алгонкины, ирокезы, крики);
6. индейцы Великих равнин — после открытия Америки в степной зоне сложилась культура конных охотников на бизонов (сиу-лакота, черноногие, сарси, гровантры, ассинибойны, кроу, осейджи, канза, манданы, хидатса, арикара, арапахо, шайенны, кайова, кайова-апачи, команчи, липаны, пауни, кэддо, уичита);
7. индейцы Юго-запада США (современные штаты Нью-Мексико, Аризона, Юта, Колорадо) — здесь была область развитого земледельческого хозяйства с применением искусственного орошения (пуэбло, пима); здесь же после колонизации возникла скотоводческая культура навахо, заимствовавших многое у соседних земледельческих племён;
8. индейцы Плато;
9. индейцы Большого бассейна.

Средний размер семей у индейцев Северной Америки до контактов с европейцами и завоза заразных болезней оценивается в 7,5 человек. У индейцев навахо юго-запада США рождаемость оценивалась в 6,5 детей на среднюю женщину в 1844—1894 годах. Согласно исследованию 1894 года, по выборке из 577 чистокровных индейских женщин старше 40 лет на одну женщину было в среднем по 5,9 ребёнка, а по выборке из 141 женщин-полукровок старше 40 лет было в среднем 7,9 ребёнка на одну женщину. На 2001 год рождаемость у американских индейцев составляла 1,75 СКР.

### Латинская Америка
1. Наиболее значительного развития в доколумбовой Америке достигли индейцы Центральной Америки и Анд. В этих районах преобладало земледельческое хозяйство с различными системами земледелия от подсечно-огневой (майя) и до сложной орошаемой (ацтеки) и террасной (Империя Инков); издревле выращивались маис, бобовые, тыква, подсолнечник, какао, агава, табак, хлопчатник, в Андах — картофель. Здесь начали развиваться скотоводство (лама и альпака в Андах) и металлургия. Сложились очаги высокой культуры, возникли крупные рабовладельческие города-государства.
2. В тропических частях Южной Америки (бассейны Амазонки и Ориноко и Бразильское плоскогорье) обитали племена, занимавшиеся мотыжным земледелием (культивировали преимущественно маниок и маис), а также индейцы, жившие охотой и собирательством (араваки, карибы, тупи-гуарани, же).
3. Много общего с культурой индейцев североамериканских степей имели охотничьи племена аргентинской Пампы и Патагонского плоскогорья, ставшие в XVII—XVIII веках конными охотниками на гуанако (с помощью лассо и бола).
4. На крайнем юге Южной Америки и на островах Огненной Земли местные индейцы (она, ямана, алакалуфы) вели полукочевую жизнь примитивных рыболовов, охотников, собирателей морских моллюсков.

Рождаемость в традиционных мезоамериканских обществах оценивается в 55-70 рождений на тысячу населения, или 8,8 ребёнка на одну женщину. Ожидаемая продолжительность жизни при рождении — 15-20 лет, скорость роста — на 0,5 % за год. Такая высокая рождаемость сохранялась длительное время. Уже в XIX веке рождаемость индейцев составляла 8,5 детей на женщину в Чьапасе и Мехико, а в 1990 году не посещавшие школу мексиканские женщины имели в среднем по 7,5 детей. У Аймара Чили рождаемость оценивалась в 6,9 ребёнка на среднюю женщину старше 45 лет в 1965—1966 годах, у Чёрных карибов — в 5,4 ребёнка на среднюю женщину в 1954—1955 годах, у каинганг Бразилии — в 6,1 ребёнка на среднюю женщину старше 45 лет в 1958 году, у мартинигуэ — в 5,4 ребёнка на среднюю женщину в период 1914—1928 годы, у терена Бразилии в 5,5 ребёнка на среднюю женщину в 1955—1960 годах, а у яномама Венесуэлы — в 8,2 ребёнка на среднюю женщину в 1964—1972 годах.

## Языки и письменность
В Северной Америки ведущим по числу носителей среди индейских языков является атабаскский язык навахо в США, за ним следуют алгонкинские языки кри и оджибве в Канаде. Некоторые слова из индейских языков, как например «мокасины», «тотем», «каноэ», «томагавк», «вигвам», «карибу», «скунс», «опоссум», вошли во многие другие языки мира. Кроме того, происхождение многих топонимов в сегодняшних странах обоих Америк — например, название страны Канада, имеющее ирокезское происхождение, или такие названия, как Иллинойс, Квебек, Миссисипи — связывают с индейскими языками.

### Семьи индейских языков
Индейские языки чрезвычайно многообразны, количество известных среди них языковых семей достигает 200; выделяется также множество изолированных индейских языков. Из предлагавшихся лингвистами в различные годы макросемей индейских языков лишь немногие получили надёжную фактологическую поддержку (например, пенутийская гипотеза). Языки на-дене стоят особняком от других индейских языков по своей грамматике и фонетике и в то же время обнаруживают сходство с енисейскими языками. У индейцев существовали также межплеменные жаргоны, к которым относят общий торговый язык чикасо — «мобиле».

### Письменность
Большинство современных индейских языков Северной Америки имеет письменность на основе латинского алфавита. Собственную письменность, только частично основанную на латинском алфавите, имеет язык чероки; её в 1826 году создал вождь племени чероки — Секвойя. Часть алгонкинских языков может записываться с помощью канадского слогового письма; предпринимались попытки также создать собственную письменность для языков сиксика и микмак. Степные индейцы пользовались пиктографическим письмом.

## Колонизация
Европейская колонизация прервала естественный ход развития индейцев. Большое число индейцев Северной Америки умерло от болезней, к которым у них не было иммунитета, а также было истреблено колонизаторами. Многие племена были переселены из своих традиционных мест обитания в резервации США и Канады. Торговля с колонизаторами усилила конкуренцию между индейскими народами, что привело к кровавым междоусобным бобровым войнам в XVII веке. По официальным подсчётам Бюро переписи населения США, в Индейских войнах между 1775 и 1890 годами погибло 45 000 индейцев.
Создание поселений на восточном побережье Северной Америки в XVII веке сопровождалось опустошительными эпидемиями оспы среди индейцев и впоследствии — среди колонистов, родившихся уже на американской земле. Место для создания в 1620 году Плимута (Массачусетс) — первой английской колонии в Новом Свете — было «расчищено» страшнейшей эпидемией оспы среди индейцев в 1617—1619 годах. В середине XVI века, из-за эпидемии «европейской» болезни — брюшного тифа, умерло около 15 млн ацтеков, то есть более 80 % населения Мексики того времени.
В 1825 году Верховный суд США на одном из заседаний принял «Доктрину открытия», согласно которой право на земли «открытых» земель принадлежит тем, кто их «открыл», а коренное население сохраняет право проживания на них, но не право собственности на землю. На основании этой доктрины Конгрессом США уже в 1830 году принят Закон о переселении индейцев, согласно которому индейцы Атлантического побережья были сосланы в Оклахому, где основная их часть погибла от голода и эпидемий.
Численность индейцев, населявших нынешнюю территорию США и Канады, сократилась с 2-4 миллионов до начала всеобщей европейской колонизации Америк до 200 тысяч к началу XX века. Только на крайнем севере материка местное коренное население продолжает вести традиционную полукочевую жизнь: оно занимается звероловством и сильно зависит от скупщиков пушнины.
Значительная часть индейцев США была ассимилирована американцами. В Латинской Америке многие племена индейцев также были уничтожены (индейцы Вест-Индии, Уругвая, Аргентины). Лишь незначительная их часть сохранила свой культурно-бытовой уклад (в глухих районах бассейна реки Амазонки, где ныне имеется несколько десятков общин, живущих без взаимодействия с внешним миром). Индейцы значительно повлияли на становление современных наций целого ряда латиноамериканских стран (мексиканцы, гватемальцы, парагвайцы, перуанцы и др.) В некоторых из этих стран языки индейцев бытуют наряду с испанским (кечуа — в Перу, Боливии, Эквадоре; гуарани — в Парагвае, где он является вторым официальным языком).

## Культура
В Северной Америке проживало около 400 индейских народов, которые говорили на разных языках и если имели письменность, то только пиктографическую. Некоторые племена широко пользовались «языком сигналов» или «языком жестов»; основными средствами языка сигналов являлись условные передвижения пешком или верхом, зеркала. Для общения использовались и вампумы, которые при необходимости служили индейцам в качестве денег.
Хозяйство индейцев определялось условиями климата и местности, где они проживали, а также уровнем их развития. Они занимались охотой, собирательством, а оседлые племена к тому же занимались земледелием. В северных районах индейцы охотились на морского зверя. С появлением европейцев на континенте у них появились лошади и огнестрельное оружие, которые сделали охоту на бизонов более лёгкой и быстрой. Весьма распространённым продуктом питания являлся пеммикан, приготовлением которого занимались исключительно женщины.
Индейцы выращивали сельскохозяйственные культуры и разводили домашних животных (в первую очередь, этим занимались цивилизации Мексики и Южной Америки).
Религиозные верования индейцев в прошлом — различные родоплеменные культы (шаманизм, культ личных духов-покровителей, пережитки тотемизма и др.). У современных индейцев эти культы сохранились лишь у племён, живущих в отдалённых и малодоступных районах Америки (бассейн р. Амазонка и др.), большинство же индейцев приняло христианство: в Южной Америке — главным образом католицизм, а в Северной Америке — преимущественно различные направления протестантизма.
Традиция изготовления керамики у индейцев как Северной, так и Центральной и Южной Америки возникла задолго до контакта с европейцами, а местные стили керамики были весьма разнообразны. При этом ни одна доколумбова культура не имела гончарного круга, что можно связать с отсутствием у индейцев колеса. По этой причине все известные археологам и этнографам виды индейской керамики вылеплены вручную с использованием ряда традиционных технологий: скульптурного моделирования, лепки по форме или каркасу, лепки из глиняного шнура, формовки лопаткой. Помимо керамических сосудов, различные индейские культуры изготавливали также глиняные статуэтки, маски, другие ритуальные предметы.
В палеоиндейский период у индейцев существовали культуры ненана и денали на Аляске (палеоарктическая традиция). Начиная с архаического периода Арктику заселили пришедшие с более поздней волной миграции представители арктической расы: алеуты, инуиты, инупиаты и юпики.

### Искусство
В Центральной Америке и в области Анд ко времени европейской колонизации существовала высокоразвитая художественная культура, уничтоженная завоевателями (см. ацтеки, инки, майя, миштеки, ольмекская культура, сапотеки, Ттольтеки).
Искусство многочисленных индейских племён, находившихся на стадии первобытно-общинного строя, было тесно связано с бытом и материальным производством; оно отражало наблюдения охотников, рыболовов и земледельцев, воплощало их мифологические представления и богатство орнаментальной фантазии.
Многообразны типы индейских жилищ: навесы, заслоны, куполообразные шалаши (вигвамы лесных охотников Канады), конические палатки (типи индейцев Великих равнин Канады и США) из жердей, крытых ветками, листьями, циновками, шкурами и т. д.; глиняные или каменные хижины в горных районах Южной Америки; общинные жилища — дощатые дома на северо-западе Северной Америки; крытые корой каркасные «длинные дома» в районе Великих озёр; каменные или сырцовые дома-селения (пуэбло) на юго-западе Северной Америки.
Резьба по дереву, особенно развитая на северо-западном побережье Северной Америки (полихромные тотемные и намогильные столбы с переплетением реальных и фантастических изображений), встречается и у ряда южноамериканских народов. Широко были распространены плетение, ткачество, вышивка, изготовление украшений из перьев, керамической и деревянной утвари и фигурок. В росписях известны и фантастические изображения, и богатый геометрический орнамент, и военные и охотничьи сцены (рисунки индейцев Великих равнин на типи, бубнах, щитах, шкурах бизонов). Самобытное искусство индейцев в ряде стран (США, Канада, Уругвай, Аргентина и др.) сегодня почти угасло; в других же странах (Мексика, Боливия, Гватемала, Перу, Эквадор и др.) оно стало основой народного искусства колониального периода и нового времени.

### Мифология
У индейцев Центральной Америки основное место в мифологии занимали мифы о возникновении огня и происхождении людей и животных. Позднее в их культуре появились мифы о каймане — покровителе пищи и влаги, а также о добрых духах растений. Имелись у них и мифы, присущие всем видам мифологий — о сотворении мира.
Когда индейцы стали широко использовать в земледелии культуру маиса, у них появились мифы о верховном женском божестве — «богине с косами». У этой богини нет имени, и её название принимается лишь условно, являясь примерным переводом. Образ богини объединяет представление индейцев о духах растений и животных. «Богиня с косами» является одновременно олицетворением и земли, и неба, и жизни, и смерти.

## Вклад индейцев в мировую цивилизацию
Другие народы мира переняли от индейцев возделывание кукурузы (маиса), картофеля, томата, подсолнечника, маниока, какао, хлопчатника (он также был известен в Индии, но его индийские виды сейчас намного менее распространены), табака, перца, фасоли, арахиса, агавы, ряда видов бобовых, кабачков и других культур. Вместе с кукурузой, фасолью и тыквой некоторые народы у индейцев переняли агротехнику их совместного выращивания, называемую «три сестры»
Распространение картофеля в Евразии значительно уменьшило случаи голода (включая регионы, где погодные условия изменчивы или затруднено земледелие, в том числе Камчатка и Гималаи); кукуруза в дальнейшем помогла создать стабильную кормовую основу для скота.
Индейцы разводили домашних животных, из которых ныне широко распространены домашняя индейка и морская свинка. Среди птиц, одомашненных индейцами, — мускусная утка. Они приручали попугаев ара, использовали в качестве вьючных животных и для шерсти лам и альпака (ныне разводятся, в первую очередь, ради шерсти), а также разводили несколько пород собак, некоторые из которых прекратили существование, тогда как другие продолжают культивироваться в разных странах.
Некоторые традиционные индейские культуры были вытеснены культурами Старого Света: например, ангурия была вытеснена огурцом.
После значительных открытий в психологии и социологии к культуре индейцев стремительно возрос интерес. Французские антропологи Леви-Брюль и Леви-Стросс через мировоззрение индейцев исследовали сознание современного человека. Карл Густав Юнг и его последователи (Джозеф Кэмпбелл) занимались исследованием подсознательного и архетипов на основе индейских мифов. Свою роль в популяризации индейской культуры сыграли исследователи трансперсональных состояний Гроф, Кастанеда и другие.
Североамериканские индейцы как источник образов сильно повлияли на романтическое направление в литературе и кинематографе (см. вестерн).

## Индейские народы
| Регион                    | Народы |
| ------------------------- | --- |
| Субарктическая зона       | кучины, коюконы, ингалики, танаина, танана, небесна, атна, слейви, тличо, чипевайан, часть кри, инну и многие другие     |
| Северо-восточные леса     | гуроны, ирокезы, оджибве, оттава, майами, могикане, делавары, шауни и многие другие                                      |
| Юго-восточные леса        | чероки, чокто, чикасо натчез, крики, семинолы и многие другие                                                            |
| Великие равнины           | черноногие, шайенны, команчи, пауни, сиу, арапахо, кайова и многие другие                                                |
| Северо-западное побережье | тлинкиты, цимшианы, хайда, нутка, квакиутл, береговые сэлиши и другие                                                    |
| Пустыни Юго-Запада        | апачи, навахо, пуэбло (хопи, зуни и др.), пима, папаго и другие                                                          |
| Центральная Америка       | майя, сапотеки, пурепеча, ацтеки, тотонаки, миштеки                                                                      |
| Южная Америка             | инки (кечуа, аймара), гуарани, арауканы, чибча (муиски), шипибо-конибо, теуэльче, варао, ботокудо, уарпе и многие другие |

## Индейские памятники
- Мемориал Неистового Коня

## Галерея
- «Охота индейцев на бизонов».
Художник — Ч. Расселл
- Секвойя — вождь чероки, создавший их письменность
- Оцеола — вождь племени семинолы
- Красная птица[англ.] — вождь племени виннебаго, 1908 г.
- Девушка племени виннебаго в традиционной одежде
- Индеец племени лакота около 1899 года
- Капитан Джек — вождь племени модоков
- Сидящий Бык — вождь племени хункпапа
- Сидящий Бык и Баффало Билл, 1885 г.
- Красный Томагавк
- «Индейские войны в Аргентине»,
Йоганн Мориц Ругендас
- Индейцы Амазонии
- Женщина-кечуа с ребёнком, Перу
- Миштеки, Мексика
- Неконтактный народ, Бразилия